# Praecipua
Praecipua (46 Leonis Minoris) is een ster in het sterrenbeeld Kleine Leeuw (Leo Minor).